# Želetice, Hodonín
Želetice là một làng thuộc huyện Hodonín, vùng Jihomoravský, Cộng hòa Séc.